# Jack Greene

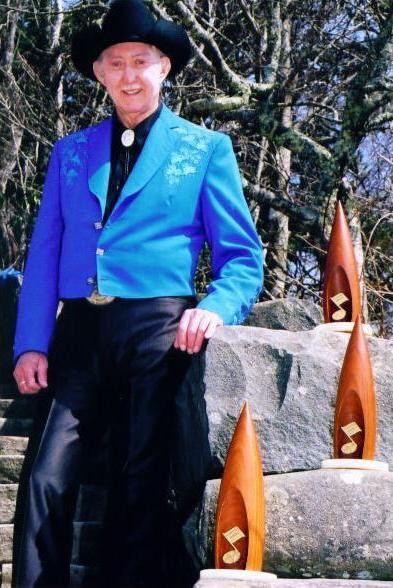
Jack Greene

Jack Henry Greene (* 7. Januar 1930 in Maryville, Tennessee; † 14. März 2013 in Nashville, Tennessee) war ein US-amerikanischer Country-Musiker und -Sänger. Seine größten Erfolge waren There Goes My Everything und All the Time.

## Leben
Der aus dem ländlichen Tennessee stammende Jack Greene spielte als Schlagzeuger und Gitarrist in verschiedenen Bands seit Ende der 1940er Jahre, bevor ein zweijähriger Militärdienst seine Karriere unterbrach. Nach der Rückkehr ins Zivilleben 1952 schloss er sich den Peachtree Cowboys an, mit denen er fast ein Jahrzehnt lang zusammenblieb.
1962 suchte Ernest Tubb einen Musiker für seine Begleitband Texas Troubadours. Greene setzte sich gegen eine Vielzahl von Bewerbern durch, nicht zuletzt aufgrund seiner Vielseitigkeit. Dank seiner Körpergröße wurde das Publikum schnell auf das neue Bandmitglied aufmerksam. Bald war er als der "Jolly Greene Giant" ("fröhlicher grüner Riese") bekannt.
Als Mitglied der Troubadours hatte Greene Gelegenheit zu zahlreichen Auftritten in der Grand Ole Opry. 1964 wählte ihn Dottie West für den Song Love Is No Excuse als Duettpartner. Ernest Tubb gab ihm mehrfach Gelegenheit, sich als Lead-Sänger zu profilieren. Ein von ihm gesungener Titel, The Last Letter, wurde derartig oft nachgefragt, dass Decca ihn als Single veröffentlichte. Mit diesem Titel gelang Greene seine erste Platzierung in den Top 10 der Country-Charts.
Den endgültigen Durchbruch schaffte Greene 1967, als ihm mit There Goes My Everything sein erster Nummer-1-Hit gelang. Der Dallas-Frazier-Song hielt sich sieben Wochen an der Spitze der Country-Charts und wurde von der CMA zur Single des Jahres gewählt. Außerdem wurde Jack Greene als bester Sänger des Jahres ausgezeichnet. In den Billboard Pop-Charts erreichte die Single Platz 65. Es war sein einziger Song, der sich in der Pop-Hitparade platzieren konnte. Das gleichnamige Album war Greenes einzige Platzierung in den Top 100 der LP-Charts, wo das Album Platz 66 erreichte. Im Country-Bereich hatte er jedoch weiterhin großen Erfolg.
1967 gelang ihm mit All the Time ein weiterer Nummer-1-Hit. Am 23. Dezember 1967 wurde Greene reguläres Mitglied der „Grand Ole Opry“. Sein Mentor Ernest Tubb führte ihn persönlich in die Show ein. 1968 setzte Green seine Erfolgsserie mit You Are My Treasure fort, das im April 1968 die Spitze der Country-Charts erreichte. Seine letzten Platzierungen an der Spitze der Country-Charts gelangen ihm 1969 mit Until My Dreams Come True und Statue Of A Fool.
1969 tat er sich mit Jeannie Seely zusammen, die zuvor Mitglied seiner Begleitband war. In den 1970er Jahren konnten die beiden eine Reihe von Country-Hits verbuchen und traten regelmäßig in der Opry auf. Ihr größter Erfolg war 1970 Wish I Didn’t Have to Miss You, der bis auf Platz zwei der Country-Charts vorrückte und Greenes letzte Notierung in den Top 10 der Country-Charts war. Mit ihrer Begleitband „The Jolly Giants“ gaben sie 1972 als erste Countryband ein Konzert in der Rooftop Lounge des „King Of The Road Hotels“ in Nashville und 1974 ein Konzert im „Madison Square Garden“ in New York. Die Zusammenarbeit von Greene und Seely dauerte bis Ende des Jahrzehnts. Zuletzt wurde sie von einer vierköpfigen Band, die sich „The Renegades“ nannten, begleitet. 1979 wechselte Greene zum Frontline-Label, wo er Anfang der 1980er Jahre noch einige kleinere Hits hatte.

## Diskografie

### Studioalben
| Jahr | Titel                                              | Höchstplatzierung, Gesamtwochen, AuszeichnungChartplatzierungen (Jahr, Titel, Platzierungen, Wochen, Auszeichnungen, Anmerkungen) | Höchstplatzierung, Gesamtwochen, AuszeichnungChartplatzierungen (Jahr, Titel, Platzierungen, Wochen, Auszeichnungen, Anmerkungen) | Anmerkungen             |
| Jahr | Titel                                              | US | Country | Anmerkungen             |
| ---- | -------------------------------------------------- | --- | --- | ----------------------- |
| 1966 | There Goes My Everything                           | US66 (21 Wo.)US | Country1 (41 Wo.)Country | Decca 74 845            |
| 1967 | All the Time                                       | US151 (12 Wo.)US | Country1 (40 Wo.)Country | Decca                   |
| 1967 | What Locks the Door                                | — | Country3 (18 Wo.)Country | Decca                   |
| 1968 | You Are My Treasure                                | — | Country5 (20 Wo.)Country | Decca 74 979            |
| 1968 | Love Takes Care of Me                              | — | Country21 (16 Wo.)Country | Decca                   |
| 1969 | Until My Dreams Come True                          | — | Country5 (20 Wo.)Country |                         |
| 1969 | Statue of a Fool                                   | — | Country3 (14 Wo.)Country |                         |
| 1969 | Back in the Arms of Love                           | — | Country41 (6 Wo.)Country |                         |
| 1970 | Jack Greene, Jeannie Seely                         | — | Country18 (14 Wo.)Country | mit Jeannie Seely       |
| 1970 | Lord Is That Me                                    | — | Country17 (17 Wo.)Country | Decca                   |
| 1971 | There’s a Whole Lot About a Woman a Man Don’t Know | — | Country34 (3 Wo.)Country | Decca                   |
| 1971 | Greene Country                                     | — | Country21 (6 Wo.)Country | Decca                   |
| 1972 | Two For The Show                                   | — | Country36 (4 Wo.)Country | Decca mit Jeannie Seely |

Weitere Studioalben
- 1964: Ernest Tubb Presents The Texas Troubadours (Decca)
- 1968: I Am Not Alone (Decca)
- 1970: Wish I Didn’t Have To Miss You (Decca)
- 1973: Love Stories (Coral)
- 1980: Yours For The Taking (Frontline)
- 1982: Greatest Hits (mit Jeannie Seely)
- 1983: Time After Time
- 1983: Jack Greene Sings His Best
- 1986: Lasting First Impressions
- 1991: He Is My Everything
- 1995: Highway to the Sky
- 2003: Greene Christmas
- 2008: Studio 102 Essentials
- 2010: Precious Memories, Treasured Friends

### Livealben
- 1978: Live at the Grand Ole Opry

### Kompilationen
| Jahr | Titel                       | Höchstplatzierung, Gesamtwochen, AuszeichnungChartplatzierungen (Jahr, Titel, Platzierungen, Wochen, Auszeichnungen, Anmerkungen) | Höchstplatzierung, Gesamtwochen, AuszeichnungChartplatzierungen (Jahr, Titel, Platzierungen, Wochen, Auszeichnungen, Anmerkungen) | Anmerkungen |
| Jahr | Titel                       | US | Country | Anmerkungen |
| ---- | --------------------------- | --- | --- | ----------- |
| 1970 | Jack Greene’s Greatest Hits | — | Country28 (12 Wo.)Country |             |

Weitere Kompilationen
- 1972: The Last Letter
- 1976: Best of Jack Greene
- 2003: 20 All-Time Greatest Hits (mit Jeannie Seely)

### Singles
| Jahr | Titel Album                                                                    | Höchstplatzierung, Gesamtwochen, AuszeichnungChartplatzierungen (Jahr, Titel, Album, Platzierungen, Wochen, Auszeichnungen, Anmerkungen) | Höchstplatzierung, Gesamtwochen, AuszeichnungChartplatzierungen (Jahr, Titel, Album, Platzierungen, Wochen, Auszeichnungen, Anmerkungen) | Anmerkungen       |
| Jahr | Titel Album                                                                    | US | Country | Anmerkungen       |
| --- | ------------------------------------------------------------------------------ | --- | --- | ----------------- |
| 1965 | Ever Since My Baby Went Away There Goes My Everything                          | — | Country37 (7 Wo.)Country |                   |
| 1966 | There Goes My Everything                                                       | US65 (9 Wo.)US | Country1 (23 Wo.)Country |                   |
| 1967 | All the Time                                                                   | — | Country1 (20 Wo.)Country |                   |
| 1967 | What Locks the Door                                                            | — | Country2 (20 Wo.)Country |                   |
| 1968 | You Are My Treasure                                                            | — | Country1 (15 Wo.)Country |                   |
| 1968 | Love Takes Care of Me                                                          | — | Country4 (16 Wo.)Country |                   |
| 1968 | Until My Dreams Come True                                                      | — | Country1 (17 Wo.)Country |                   |
| 1969 | Statue of a Fool                                                               | — | Country1 (18 Wo.)Country |                   |
| 1969 | Back in the Arms of Love                                                       | — | Country4 (14 Wo.)Country |                   |
| 1969 | Wish I Didn’t Have to Miss You Jack Greene, Jeannie Seely                      | — | Country2 (16 Wo.)Country | mit Jeannie Seely |
| 1970 | Lord Is That Me                                                                | — | Country16 (11 Wo.)Country |                   |
| 1970 | The Whole World Comes to Me There’s a Whole Lot About a Woman a Man Don’t Know | — | Country14 (14 Wo.)Country |                   |
| 1970 | Something Unseen There’s a Whole Lot About a Woman a Man Don’t Know            | — | Country15 (10 Wo.)Country |                   |
| 1971 | There’s a Whole Lot About a Woman a Man Don’t Know                             | — | Country13 (13 Wo.)Country |                   |
| 1971 | Hangin’ Over Me Greene Country                                                 | — | Country26 (12 Wo.)Country |                   |
| 1971 | Much Oblige Two for the Show                                                   | — | Country15 (13 Wo.)Country | mit Jeannie Seely |
| 1972 | If You Ever Need My Love                                                       | — | Country31 (11 Wo.)Country |                   |
| 1972 | What in the World Has Gone Wrong with Our Love Two for the Show                | — | Country19 (12 Wo.)Country | mit Jeannie Seely |
| 1972 | Satisfaction Greene Country                                                    | — | Country17 (12 Wo.)Country |                   |
| 1973 | The Fool I’ve Been Today                                                       | — | Country40 (12 Wo.)Country |                   |
| 1973 | I Need Somebody Bad                                                            | — | Country11 (16 Wo.)Country |                   |
| 1974 | It’s Time to Cross That Bridge                                                 | — | Country13 (13 Wo.)Country |                   |
| 1974 | Sing for the Good Times                                                        | — | Country66 (9 Wo.)Country |                   |
| 1975 | He Little Thing’d Her Out of My Arms                                           | — | Country88 (5 Wo.)Country |                   |
| 1979 | Yours for the Taking                                                           | — | Country28 (11 Wo.)Country |                   |
| 1981 | The Rock I’m Leaning On Yours for the Taking                                   | — | Country48 (7 Wo.)Country |                   |
| 1981 | Devil’s Den Yours for the Taking                                               | — | Country63 (6 Wo.)Country |                   |
| 1983 | The Jukebox Never Plays Sweet Home                                             | — | Country98 (2 Wo.)Country |                   |
| 1983 | From Cotton to Satin                                                           | — | Country92 (3 Wo.)Country |                   |
| 1984 | Dying to Believe                                                               | — | Country93 (3 Wo.)Country |                   |
| 1984 | If It’s Love (Then Bet It All)                                                 | — | Country81 (5 Wo.)Country |                   |
| Folgende Lieder erschienen nicht als Single, wurden aber durch das Album zum Download und Streaming bereitgestellt und konnten somit eine Platzierung erlangen: |                                                                                | | |                   |
| |                                                                                | | |                   |
| 1967 | Wanting You But Never Having You All the Time                                  | — | Country63 (5 Wo.)Country |                   |
| 1969 | The Key That Fits the Door Back in the Arms of Love                            | — | Country66 (2 Wo.)Country |                   |
| 1970 | The Key That Fits the Door Back in the Arms of Love                            | — | Country14 (2 Wo.)Country |                   |

Weitere Singles
- 1965: Don’t You Ever Get Tired (of Hurting Me)
- 1975: This Time the Hurtin’s on Me
- 1975: One the Way Home
- 1976: Birmingham
- 1982: I’d Be Home on Christmas Day
- 1983: Midnight Tennessee Woman
- 1984: I’d Do as Much for You
- 1985: Looking Back Is Easier

## Auszeichnungen
| Jahr | Org. | Award                     | Titel                      |
| ---- | ---- | ------------------------- | -------------------------- |
| 1967 | CMA  | Album Of The Year         | "There Goes My Everything" |
| 1967 | CMA  | Male Vocalist Of The Year |                            |
| 1967 | CMA  | Single Of The Year        | "There Goes My Everything" |